# هلگه باکاندر
هلگه باکاندر (انگلیسی: Helge Bäckander؛ ۱۳ اکتبر ۱۸۹۱ – ۱۱ نوامبر ۱۹۵۸) ژیمناست هنری اهل سوئد بود.
وی در مسابقات کشوری و بین‌المللی در مجموع برندهٔ ۱ مدال طلا شده‌است.